# Heisteria maguirei
Heisteria maguirei é uma espécie de planta pertencente à família Olacaceae. É encontrada no Brasil, Guiana e Venezuela.